# Lindgrenite
La lindgrenite è un minerale scoperto in Cile nel 1935 e dedicato alla memoria di Waldemar Lindgren. La Lindgrenite è un raro minerale che si forma in depositi di rame ossidato contenenti molibdeno. È presente principalmente in paesi come Cile, Stati Uniti, Francia, Inghilterra, Giappone e Norvegia.

## Abito cristallino
La lindgrenite cristallizza nel sistema monoclino, con simmetria prismatico-monoclina.